# Johann Heinrich Pestalozzi
Johann Heinrich Pestalozzi, född 12 januari 1746 i Zürich, död 17 februari 1827 i Brugg i kantonen Aargau, var en schweizisk pedagog och författare.

## Biografi
Johann Heinrich Pestalozzi kom från en kalvinistisk familj. Fadern dog tidigt, och han växte upp under fattiga förhållanden med sin mor i Zürich där han studerade. Under ungdomsåren blev han vän med Johann Kaspar Lavater och intresserade sig för politik och sociala reformer. Intresset svalnade dock när han gifte sig, och han gjorde ett misslyckat försök inom jordbruksnäringen. När Frankrike invaderade Schweiz 1798 tog han hand om föräldralösa barn. Under sin samtid var han en levande legend för sitt personliga engagemang, sina böcker, och de skolor han förestod. Han prisades av Gottlieb Fichte, Germaine de Staël, Wilhelm von Humboldt, och Charles Maurice de Talleyrand, men han misslyckades med att vinna Napoleon Bonapartes förtroende.
Både i handling och författarskap framkommer Pestalozzis energiska idealism, tro på människans inneboende godhet och bildningens makt, och välvilja till de mindre lyckligt lottade. Det primära var för Pestalozzi att barn fick en förtroendefull och ömsint relation till sin mor, för det var med henne barnet började sin kultivering.
Pestalozzis pedagogiska metod brukar beskrivas som den praktiska tillämpningen av Rousseaus mer skönlitterärt framställda idéer. Pestalozzi har därför ofta kallats didaktiker. Avseende undervisningsmetodik innebär Pestalozzis teorier sammanfattningsvis att börja med enkla uppgifter och fortsätta med sammansatta, att begreppsbildning sker enligt ett schema som börjar med observation, och genom medvetandegörelse avslutas med verbalisering. Han har gjort sig känd som en förebild för en kärleksfull relation mellan lärare och elev, och för att ha sett varje barn som ett frö av en god natur som utbildningen ska odla. Han har haft ett mycket stort inflytande på införandet av folkskolor i hela Europa, inte minst i Sverige.
Även som författare har Pestalozzi blivit banbrytande. Han fick tidigt idén att skriva en uppbyggelig morallära för bönderna, och 1781 utkom han med bonderomanen Lienhard och Gertrud, som åtföljdes av ytterligare tre delar. Detta blev den första allmogeromanen.

## Utmärkelser
Asteroiden 2970 Pestalozzi är uppkallad efter honom.